# Vasilis Torosidis
Vasilis Torosidis (Grieks: Βασίλης Τοροσίδης) (Xanthi, 10 juni 1985) is een Grieks voetballer die doorgaans als verdediger speelt. Hij verruilde AS Roma in augustus 2016 transfervrij voor Bologna. Torosidis debuteerde in 2007 in het Grieks voetbalelftal.

## Clubstatistieken
| Seizoen | Club               | Competitie   | Competitie | Competitie | Beker | Beker | Europa | Europa | Totaal | Totaal |
| Seizoen | Club               | Competitie   | Wed.       | Dlp.       | Wed.  | Dlp.  | Wed.   | Dlp.   | Wed.   | Dlp.   |
| ------- | ------------------ | ------------ | ---------- | ---------- | ----- | ----- | ------ | ------ | ------ | ------ |
| 2002/03 | Skoda Xanthi       | Super League | 4          | 0          | 0     | 0     | 0      | 0      | 4      | 0      |
| 2003/04 | Skoda Xanthi       | Super League | 17         | 0          | 0     | 0     | —      | —      | 17     | 0      |
| 2004/05 | Skoda Xanthi       | Super League | 21         | 0          | 0     | 0     | —      | —      | 21     | 0      |
| 2005/06 | Skoda Xanthi       | Super League | 24         | 2          | 0     | 0     | 2      | 0      | 26     | 2      |
| 2006/07 | Skoda Xanthi       | Super League | 12         | 1          | 1     | 0     | —      | —      | 13     | 1      |
| 2006/07 | Olympiakos Piraeus | Super League | 11         | 1          | 2     | 0     | 0      | 0      | 13     | 1      |
| 2007/08 | Olympiakos Piraeus | Super League | 25         | 1          | 3     | 1     | 7      | 0      | 35     | 2      |
| 2008/09 | Olympiakos Piraeus | Super League | 19         | 2          | 6     | 0     | 9      | 2      | 34     | 4      |
| 2009/10 | Olympiakos Piraeus | Super League | 24         | 4          | 0     | 0     | 4      | 1      | 28     | 5      |
| 2010/11 | Olympiakos Piraeus | Super League | 20         | 3          | 2     | 0     | 1      | 0      | 23     | 3      |
| 2011/12 | Olympiakos Piraeus | Super League | 22         | 0          | 4     | 0     | 8      | 0      | 34     | 0      |
| 2012/13 | Olympiakos Piraeus | Super League | 12         | 1          | 0     | 0     | 5      | 0      | 17     | 1      |
| 2012/13 | AS Roma            | Serie A      | 11         | 1          | 1     | 1     | —      | —      | 12     | 2      |
| 2013/14 | AS Roma            | Serie A      | 18         | 1          | 4     | 1     | —      | —      | 22     | 2      |
| 2014/15 | AS Roma            | Serie A      | 20         | 2          | 0     | 0     | 8      | 0      | 28     | 2      |
| 2015/16 | AS Roma            | Serie A      | 11         | 0          | 0     | 0     | 4      | 1      | 15     | 1      |
| 2016/17 | Bologna            | Serie A      | 28         | 1          | 0     | 0     | —      | —      | 28     | 1      |
| 2017/18 | Bologna            | Serie A      | 11         | 0          | 1     | 0     | —      | —      | 12     | 0      |

## Interlandcarrière
Torosidis debuteerde in 2007 in de Griekse nationale ploeg, waarmee hij deelnam aan het Europees kampioenschap voetbal 2012 in Polen en Oekraïne. Eerder vertegenwoordigde hij zijn vaderland bij de EK-eindronde in 2008 en het wereldkampioenschap voetbal 2010 in Zuid-Afrika. Bij het Europese toernooi in 2012 werd de ploeg van bondscoach Fernando Santos in de kwartfinales uitgeschakeld door Duitsland (4–2). Op 19 mei 2014 werd hij opgenomen in de selectie voor het wereldkampioenschap voetbal in Brazilië, zijn vierde internationale toernooi. Hij speelde alle vier duels van zijn land op het toernooi, waaronder ook de verloren achtste finale tegen Costa Rica.

## Erelijst
| Kampioen Super League | 6x | 2006/07, 2007/08, 2008/09, 2010/11, 2011/12, 2012/13 |
| Beker van Griekenland | 4x | 2007/08, 2008/09, 2011/12, 2012/13                   |
| Griekse supercup      | 1x | 2007                                                 |

1 Paschalakis ·
3 Ortega ·
4 Biancone ·
5 Pirola ·
8 Stamenić ·
9 El Kaabi ·
10 Martins ·
11 Velde ·
14 García ·
16 Carmo ·
17 Jaremtsjoek ·
18 Willian ·
19 Masouras  ·
20 Costinha ·
22 Chiquinho ·
23 Rodinei ·
27 Oliveira ·
30 Androutsos ·
31 Botis ·
32 Hezze ·
45 Retsos ·
65 Apostolopoulos ·
67 Koutsidis ·
74 Ntoi ·
84 Kostoulas ·
88 Tzolakis ·
96 Mouzakitis ·
97 Yazıcı ·
99 Anagnostopoulos ·
Coach: Mendilibar
· Assistent-coach: Rico
1 Karnezis ·
2 Maniatis ·
3 Tzavelas ·
4 Manolas ·
5 Moras ·
6 Tziolis ·
7 Samaras ·
8 Kone ·
9 Mitroglou ·
10 Karagounis  ·
11 Vyntra ·
12 Glikos ·
13 Kapino ·
14 Salpigidis ·
15 Torosidis ·
16 Christodoulopoulos ·
17 Gekas ·
18 Fetfatzidis ·
19 Papastathopoulos ·
20 Holebas ·
21 Katsouranis ·
22 Samaris ·
23 Tachtsidis ·
Coach: Santos